# Matías Gutiérrez
Matías Ignacio Gutiérrez Breve (* 3. Mai 1994 in Temuco) ist ein ehemaliger chilenischer Fußballspieler. Der Außenverteidiger bestritt ein Länderspiel für die chilenische Fußballnationalmannschaft.

## Karriere

### Verein
Matías Gutiérrez begann seine Profikarriere 2011 beim CSD Colo-Colo, kam jedoch fast ausschließlich in der Reservemannschaft in der Segunda División zum Einsatz. Nach fünf Jahren bei den Albos wechselte er zu Coquimbo Unido in die Primera B. Nach einem Jahr unterschrieb er bei CD Malleco Unido in der Segunda División und blieb dort bis Ende 2018. Anschließend wechselte er zu Ligakonkurrent Deportes Colchagua. Sein Einjahresvertrag wurde nicht verlängert und er fand keinen neuen Verein, so dass er im Alter von 27 Jahren seine Karriere beendete und im Geschäft für Innendesign seiner Tante seinen Lebensunterhalt erwarb.

### Nationalmannschaft
Gutiérrez bestritt im Dezember 2011 sein einziges Länderspiel für Chile beim Freundschaftsspiel gegen Paraguay, als er in der 84. Spielminute für Lorenzo Reyes eingewechselt wurde.